# Mstino
Mstino (rusky Мстино) je jezero na severovýchodě Valdajské vysočiny (Hornovolocké pásmo) ve Tverské oblasti v Rusku. Má rozlohu 12,5 km². Je 10 km dlouhé a 1,5 až 2 km široké. Dosahuje maximální hloubky 10 m.

## Pobřeží
Je protáhnuté z jihojihovýchodu na severoseverozápad.

## Vodní režim
Zdroj vody je smíšený s převahou sněhového. Do jezera ústí řeky Cna a Šlina. Z jezera odtéká řeka Msta do jezera Iľmeň.

## Využití
Po výstavbě Hornovolocké vodní cesty se jezero rozšířilo na přehradní nádrž.